# Dirphia dalcyra
Dirphia dalcyra är en fjärilsart som beskrevs av José Oiticica 1953. Dirphia dalcyra ingår i släktet Dirphia och familjen påfågelsspinnare. Inga underarter finns listade i Catalogue of Life.